# 社會正義
社會正義（英語：social justice），又稱社會公義，指在一社會內分擔責任 、安排社會地位、及分配資源上符合正義的原則。此概念包含了社會評價及社會道德的特性，如「社會生活最有價值的為何」及「社會合作怎麼樣才是公平的」。據此，正當的分配（just distribution）意指根據由政治或其他審議過程所立下的規範性價值順序來進行分配。此正義觀之所以重要是因為只有在被認為是正義的社會系統下，社會合作、政治正當性、政權合法性及政治效忠才能有真正基礎。
關於社會正義的研究分成兩大部份：一為正義觀的規範性理論（探究普世的規範性社會正義準則），一為實證性社會正義研究（評量社會分配是否符合正義的社會秩序）。

## 歷史
正義在古希臘時期討論的西方哲學有著不同的概念，社會是典型的議題。柏拉圖在共和國中寫道，一個理想的狀態是“社會的每一個成員都必須分配到他自己認為最合適的階級中。
亞里斯多德認為，權利只存在於自由人之間，而法律應該採取“個人首先應該受到與他的財富對稱的待遇，其次才有平等的關係。” 以弗所給保羅的信中指出，每個人都應該與他出生的階級綁定。這反映了當時典型的奴隸制和對女權的壓制，古老的公正觀仍然盛行著嚴格的階級制度。然而，在特權階層中，對於公平和社群的則有很強的觀念。亞里斯多德曾說的分配公平，要求人們根據自己的功德派發現金紅利商品和資產。蘇格拉底（通過柏拉圖與克利托的對話可知）則認為，由於社會契約這個概念的發展，人們應該遵循社會規則，並承受受它所帶來的負擔，因為他們接受了社會的好處。在中世紀，宗教學者特別是托馬斯·阿奎那，繼續以不同的方式來討論公平，但最終他還是認為，應該做一個以為上帝服務為宗旨的好公民。
文藝復興和宗教改革後，人的潛能經過不斷開發，社會正義的現代觀念開始在一系列作家的作品中浮現。斯賓諾莎在“知性改進論Tractatus de Intellectus Emendatione（1677）”爭辯說，我們要去獲得生活的一個真諦“一個人的特質比他/她自己更加穩定”，並且為了實現“完美的極致......如果可能的話最好是，他應該連同其他個人，一起達到這種特質。“在啟蒙運動、法國和美國大革命中，托馬斯·潘恩同樣寫了人的權利（1792），社會應該給予“天賦公平，普遍的機會”所以“政府的建設應達到像它提出的...一切從來沒有在革命中出現過的程度的能力。”
“社會正義”是通過創造耶穌會教士路易吉Taparelli在19世紀40年代。
具體的“社會正義”的第一個現代用法通常來源於19世紀40年代天主教思想家們，包括在卡托利卡文化宮的天主教徒路易吉Taparelli，基於聖托馬斯·阿奎那的研究。他認為，資本主義和社會主義競爭的理論，既不是主觀笛卡爾思路中的，破壞了社會存在的統一，也不是托馬斯主義的形而上學充分關注的道德理念。英國哲學家，政治家和經濟學家約翰·斯圖亞特·穆勒在1861年提出的功利主義中寫道，“社會應該平等地給予每一個人應得的待遇，那才是每個人得到的最好的對待，這是社會正義和分配公平的最高標準;所有機構和所有善良的公民應該共同付出最大的努力。”
在後來的19世紀和20世紀初，社會正義成為美國政治和法律哲學的一個重要主題，尤其是杜威，龐德和布蘭代斯路易斯。其中一個主要的擔憂是洛克納時代，美國最高法院作出的決定，推翻了由州政府和聯邦政府通過的促進社會和經濟進步的立法提案，如八小時工作日或加入工會的權力。第一次世界大戰後，國際勞工組織在創始檔序言中採取了同樣的術語，它指出，“唯有基於社會正義，普遍和持久的和平才能被建立”。從此，社會正義的討論進入了主流的法律和學術論述中。20世紀後期，一些自由派和保守派思想家，特別是弗裏德裏希·馮·哈耶克反對這個概念，他聲稱，社會正義並不意味著什麼，或者說沒有多大的意義。但是這個概念仍然非常有影響力，特別是推廣它的哲學家，如約翰·羅爾斯。

## 聯合國
聯合國2006年的文檔《公正開放世界中的社會正義：聯合國的作用》指出，「社會正義可以被廣泛地理解為，公平並富同情心地分佈經濟增長的果實......。」
所謂「社會正義」被聯合國視為保護人權的代表，並於60年代後半期，第一次出現在聯合國的文本。在蘇聯的倡議以及發展中國家的支持下，這個詞被用在1969年通過的《社會進步和發展宣言》。
同一份檔裡，提供了一個簡明的歷史：「社會正義的概念是比較新穎的。歷史上最偉大的哲學家──柏拉圖、亞裏士多德、孔子、阿威羅伊、甚至是盧梭或康德──沒有一位看見這項需求，以社會的角度考量正義或補救不公。這個概念在工業革命和社會主義學說的並行開發時期，首先在西方思想和政治語言中浮現。它的出現成為一種對抗資本主義剝削與改善人類發展的表現，亦成為體現進步與博愛的革命性口號。繼１９世紀中葉震驚歐洲的革命後，社會正義成為許多思想家和政治家振臂高呼的理念......到了二十世紀中葉，社會正義的概念已經成為世界各地幾乎所有左派和中間派政黨的意識形態與方案......。」

## 批評
許多人接受一些社會正義的基本原則，就像所有的人都有價值的一個基本水準，但不同意這推敲出的結論可能會也可能不會遵循。其中一個例子是來自H.G.威爾斯的聲明，所有的人都「有被同胞給予相同尊重的權利」。
而另一方面，有些學者反對社會正義這個真實的觀念是毫無意義的，宗教、自相矛盾和意識形態的想法，認為實現社會正義的任何程度是不可行的，而這樣做的嘗試必須毀壞所有的自由。或許對社會正義概念的全面排斥來自於哈耶克的奧地利學派經濟學：任何的測試都沒辦法使我們發現什麼是「社會不公」，因為沒有由於受到這種不公，便可以承諾的，且個人主導市場秩序的習慣是沒有規則的，這會促成個人和群體其本身位置如果由其中確定的程式分開的話似乎只對我們顯現。社會正義不屬於錯誤的類別，而是屬於胡言亂語的類別，像俗話所說的「一顆道義上的石頭」。
在新南威爾士大學的班奧尼爾，一位對「社會正義」的支持者，則認為：對「權利」的概念僅僅是權益的期限，聲稱表示為了任何可能渴望得到的好處，無論多麼重要的還是微不足道的，抽象的或有形的，近期或古代。這僅僅是慾望的維護，而意圖聲明使用權利的語言去獲得人們所說的慾望。
事實上，由於社會正義的程式不可避免地涉及為政府提供貨物，透過別人的努力，這個術語實際上指的是意圖用武力來獲取一個人的慾望。理性思維和行動，生產和自願交換無法賺取商品，但可以從那些可以提供給他們的人中強取商品。
雅努什Korwin-Mikke認為簡單地說：「無論『社會正義』是否與正義具有相同的含義，如果是，為什麼要使用社會這兩個額外的字？」「我們失去的時候，我們破壞樹木以獲得所需的紙張來列印，如果不是，『社會正義』意味著一些與『正義』的不同之處－而與『正義』的不同之處是由不公所定義的」。
社會學家卡爾·班克斯頓L.一直認為，世俗的、左派的社會正義觀點將商品和資源的再分配視為是基於弱勢族群的權利，而不是憐憫或國家利益的權利。班克斯頓認為，社會正義的這個世俗版本由於經濟的需求方和民權運動道德影響力的上升將被廣泛接受。

## 社會正義運動
社會正義也用來形容走向社會公正世界的運動，例如：全球正義運動。在此背景下，社會公正是基於人權和平等的觀念，並可以被定義為「人權體現在人們日常生活的方式」。
許多運動正在努力實現社會社會正義─使社會的所有成員，不論其背景，皆享有基本人權，以及平等享受社會利益的機會。

### 保健
社會正義更進入了生物倫理領域。其討論涉及的主題，舉例來說，如可負擔的衛生保健，提出了許多問題，諸如社會是否應當負擔低收入家庭的醫療費用，以及全球市場是否是處理醫療保健服務的一件好事。
當人口之間存在可預防的健康狀態差異，社會不公現象即會發生。這些社會不公在不平等的情況下愈易發生，例如，營養不良和傳染病更加容易流行在一個貧窮的國家中。這些負面的健康狀況往往可以通過社會和經濟來改善，如：初級衛生保健可以保證了所有民眾，有平等的機會獲得醫療保健服務，無論其收入水準、性別、受教育程度或其他任何因素。本質上地整合社會正義到健康，反映了社會對健康的決定因素之重要，其中亦不扣除生物醫學模式的作用。

### 人權教育
在維也納宣言和行動綱領中申明：「人權教育應包括和平、民主、社會發展和社會正義，以達到共同的理解和認識，以加強世界對人權的普遍承諾」。

## “社會正義勇士”
所謂社會正義的勇士是用來形容通過抨擊現有的社會規範和方案來追求社會正義，以達到不被大眾所接受的社會目標的一類人群。
在網絡文化中，術語已被用作貶義，他們認為有人參加的反對運動，例如種族主義，性別歧視，同性戀或其他社會不公是這方面的實例。隨著“SJW”頻繁出現，大家用它來指責偽善的對手，影射幌子，並一般簡稱為是對社會問題反應過度的人。

## 跨区域比較

### 中华人民共和国
政治學者郑永年認為當代中國有面臨到利益分化的問題，進入了所謂的“利益博弈”社会而非“共同富裕”的“小康社會”/“和谐社会”，因此主張「中国社会的利益博弈要求社会正义」。
中国《正义的公平》的作者陈少峰則在温家宝总理在人大十一届五次会议宣布，“公平正义是社会主义的本质特征”，要“建立健全社会保障制度”、“关心弱势群体的生活”後接受官方媒體訪問，要「一方面，要遏制强势群体的特权或者利用其强势地位向各个领域渗透...另一方面，应当采取纠正正义的方式，对弱势群体实现其基本正义权利进行必要的援助和帮助。」。

## 相關討論
從柏拉圖反駁塞拉西马柯關於正義只是強者的論點以來，社會正義一直都是個很媚惑人心的概念。在理想國一書中，柏拉圖即主張一個理想的國家必須柱立在四個基礎上：智慧、勇氣、節制以及正義。而社會正義中的社會則是指將正義這個概念實踐於法律上，並且因為每個社會的文化、政治以及道德觀都不盡相同，所以社會正義在不同的社會中也會有著不同的意義與實踐。另外，社會正義也指社會上不同階級與領域之間付出和所得的公平性，因此這一詞也常被政黨拿來做為所得重分配的依據。

## 外部連結
1. 在美國著名社會正義組織 http://www.startguide.org/orgs/orgs06.html （页面存档备份，存于）
2. 社會正義月 https://web.archive.org/web/20170828082650/http://www.socialjusticemonth.org/
3. 新興猶太社會正義圓桌會議 http://forward.com/news/129833/the-roundtable-is-offered-a-seat/ （页面存档备份，存于）
4. 在美國的社會正義運動 http://socialjustice.ccnmtl.columbia.edu/index.php/Main_Page （页面存档备份，存于）
5. 信仰的社會救助改革聯盟，加拿大安大略省 http://isarc.ca/ （页面存档备份，存于）
6. 社會公正的解決方案 - 社會正義新聞，專題和問題 http://www.socialjusticesolutions.org/ （页面存档备份，存于）
7. 英國中心社會正義和福利教育 https://web.archive.org/web/20170309142750/http://www.lancaster.ac.uk/fass/centres/sjwe/